# L'Isle-Jourdain (Gers)
Pour les articles homonymes, voir L'Isle-Jourdain.
L'Isle-Jourdain [lil.lə] , en gascon: L'Isla de Baish [li.lɔ de baʃ] ) est une commune française située dans le département du Gers, en région Occitanie. Sur le plan historique et culturel, la commune est dans le Savès, une petite province gasconne correspondant au cours moyen de la Save.
Exposée à un climat océanique altéré, elle est drainée par la Save, le Cédat, le Rémoulin, le ruisseau de la soubire, le ruisseau de Noailles, le ruisseau des Crabères, le ruisseau du Gay et par divers autres petits cours d'eau. La commune possède un patrimoine naturel remarquable composé de deux zones naturelles d'intérêt écologique, faunistique et floristique.
L'Isle-Jourdain est une commune urbaine qui compte 9 499 habitants en 2022, après avoir connu une forte hausse de la population depuis 1962. Elle est dans l'unité urbaine de L'Isle-Jourdain et fait partie de l'aire d'attraction de Toulouse. Ses habitants sont appelés les Lislois ou Lisloises.
La devise de la ville Hospes Atque Fidelis (« Accueillante et fidèle »).
Le patrimoine architectural de la commune comprend trois immeubles protégés au titre des monuments historiques : la halle, inscrite en 1975, la collégiale Saint-Martin, classée en 1979, et la maison Claude Augé, classée en 1992. Cette collégiale possédé une des dernières "orgues romantiques" encore utilisées en Europe.

## Géographie

### Localisation
Commune de l'aire d'attraction de Toulouse située à l'est du département du Gers, à la lisière de la Haute-Garonne à 35 kilomètres à l'ouest de Toulouse sur la Save et à 45 km à l'est d'Auch, en Pays Portes de Gascogne.

### Communes limitrophes
L'Isle-Jourdain est limitrophe de douze autres communes dont trois dans la Haute-Garonne.
Les communes limitrophes sont Bellegarde-Sainte-Marie, Mérenvielle, Sainte-Livrade, Auradé, Beaupuy, Clermont-Savès, Lias, Marestaing, Monbrun, Monferran-Savès, Pujaudran et Ségoufielle.
| Monbrun, Beaupuy            | Bellegarde-Sainte-Marie (Haute-Garonne) | Sainte-Livrade (Haute-Garonne), Ségoufielle |
| Clermont-Savès              | L'Isle-Jourdain                         | Mérenvielle (Haute-Garonne)                 |
| Monferran-Savès, Marestaing | Auradé                                  | Pujaudran, Lias                             |

### Géologie et relief
La superficie de la commune est de 7 048 hectares ce qui en fait la quatrième plus grande superficie du département ; son altitude varie de 136  à   304 mètres.
Les sols de L'Isle-Jourdain autour de la Save sont de type terrefort. Le relief constitue le début des premiers coteaux du Gers et la commune, d'une altitude moyenne de 150 mètres, culmine à 304 mètres près de Rudelle à l'est de son territoire.
L'Isle-Jourdain se situe en zone de sismicité 1 (sismicité très faible).

### Hydrographie
La Save traverse L'Isle-Jourdain en son milieu du sud-ouest vers le nord-est.
De nombreux petits affluents de la Save traversent également la commune.
Les principaux, de l'amont vers l'aval, sont :
- Ruisseau des Boubées (rd) ;
- Ruisseau du Gay (rg) ;
- Ruisseau de l'Hesteil (rd) ;
- Ruisseau de Noailles (rg) ;
- Ruisseau des Trouilles (rd), qui délimite une partie de la frontière avec la commune de Ségoufielle.

Enfin, au nord-ouest immédiat du centre urbain, se trouve le Grand lac de L'Isle-Jourdain.

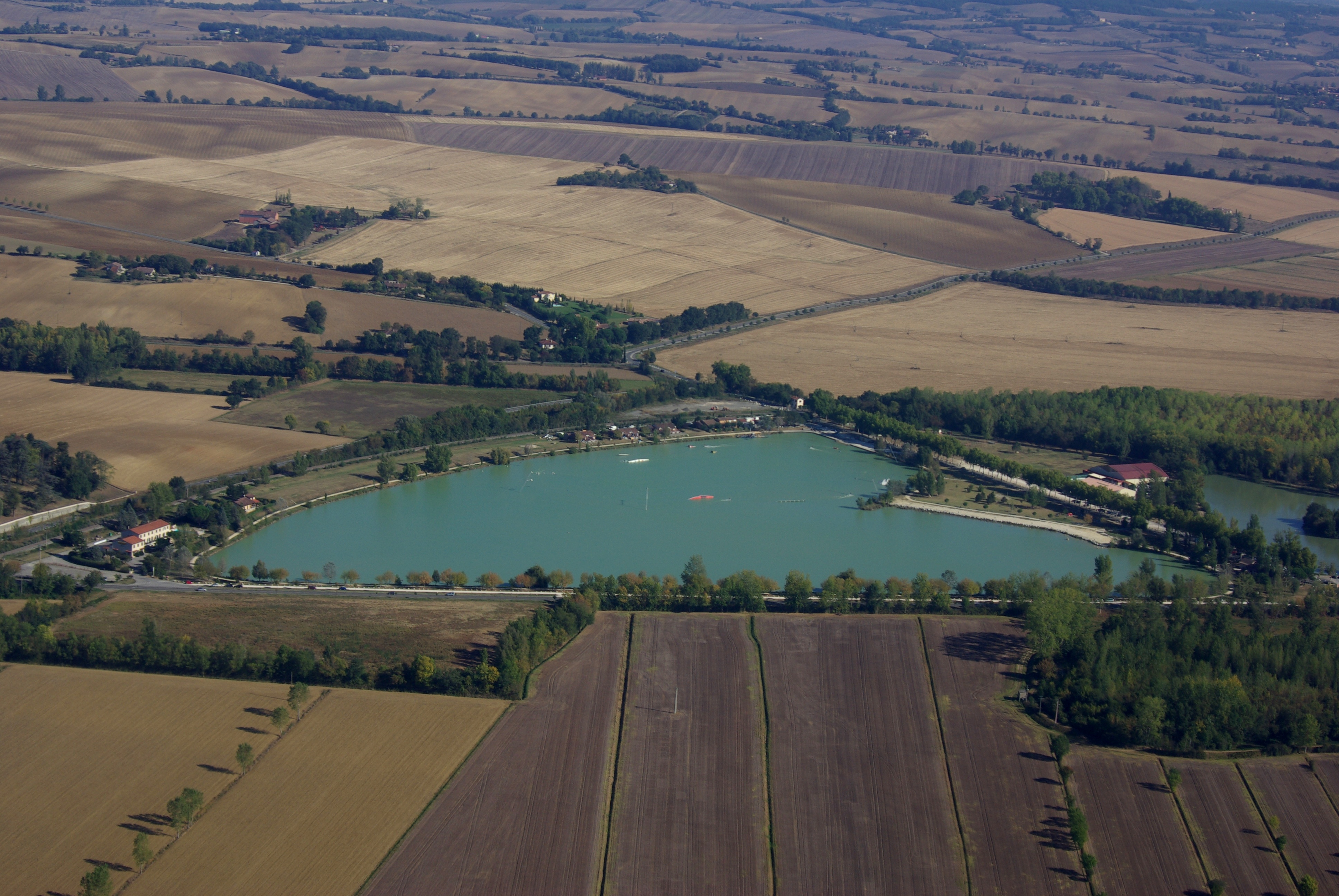
Lac de L'Isle-Jourdain.
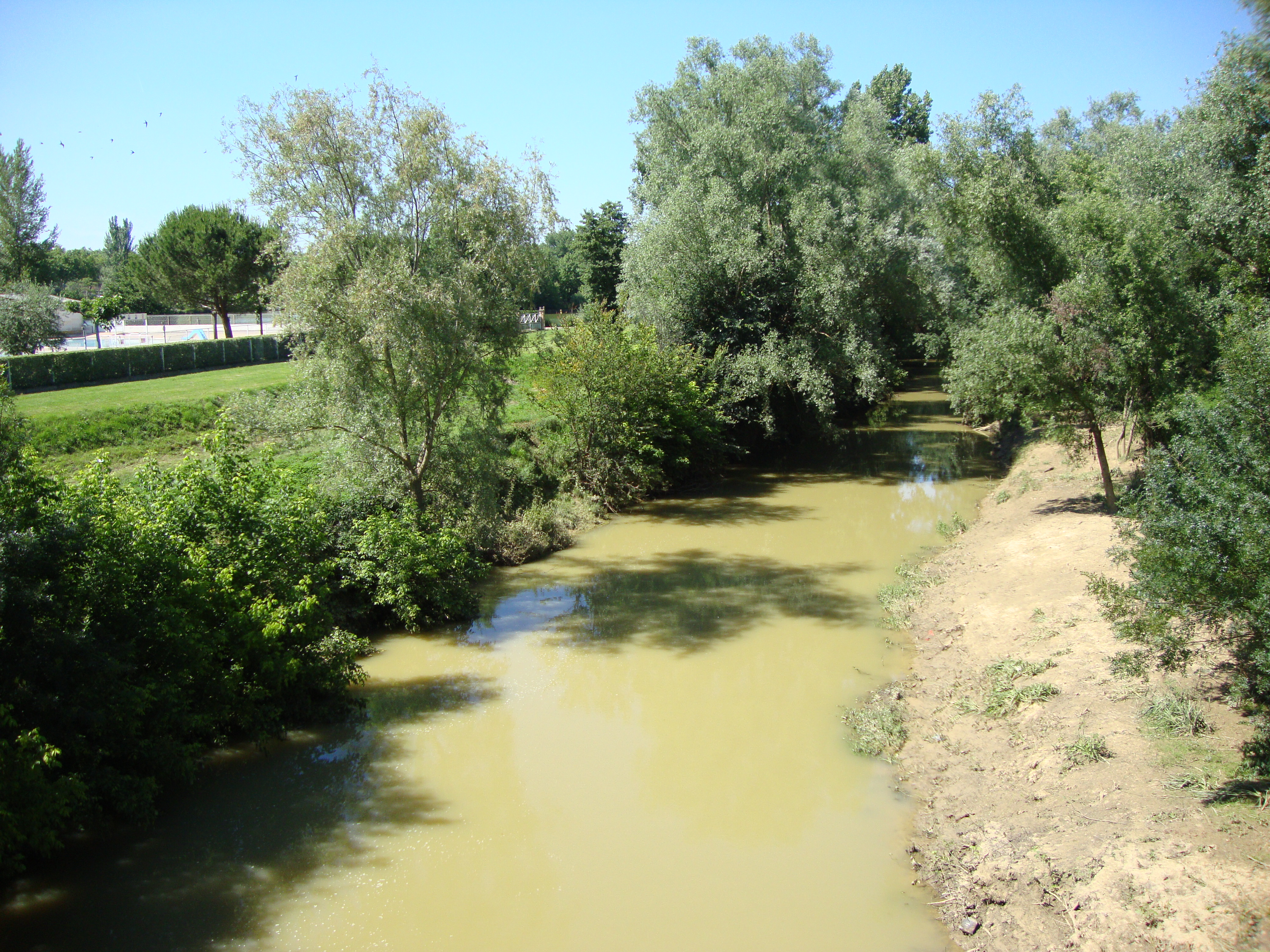
La Save à l'Isle Jourdain.
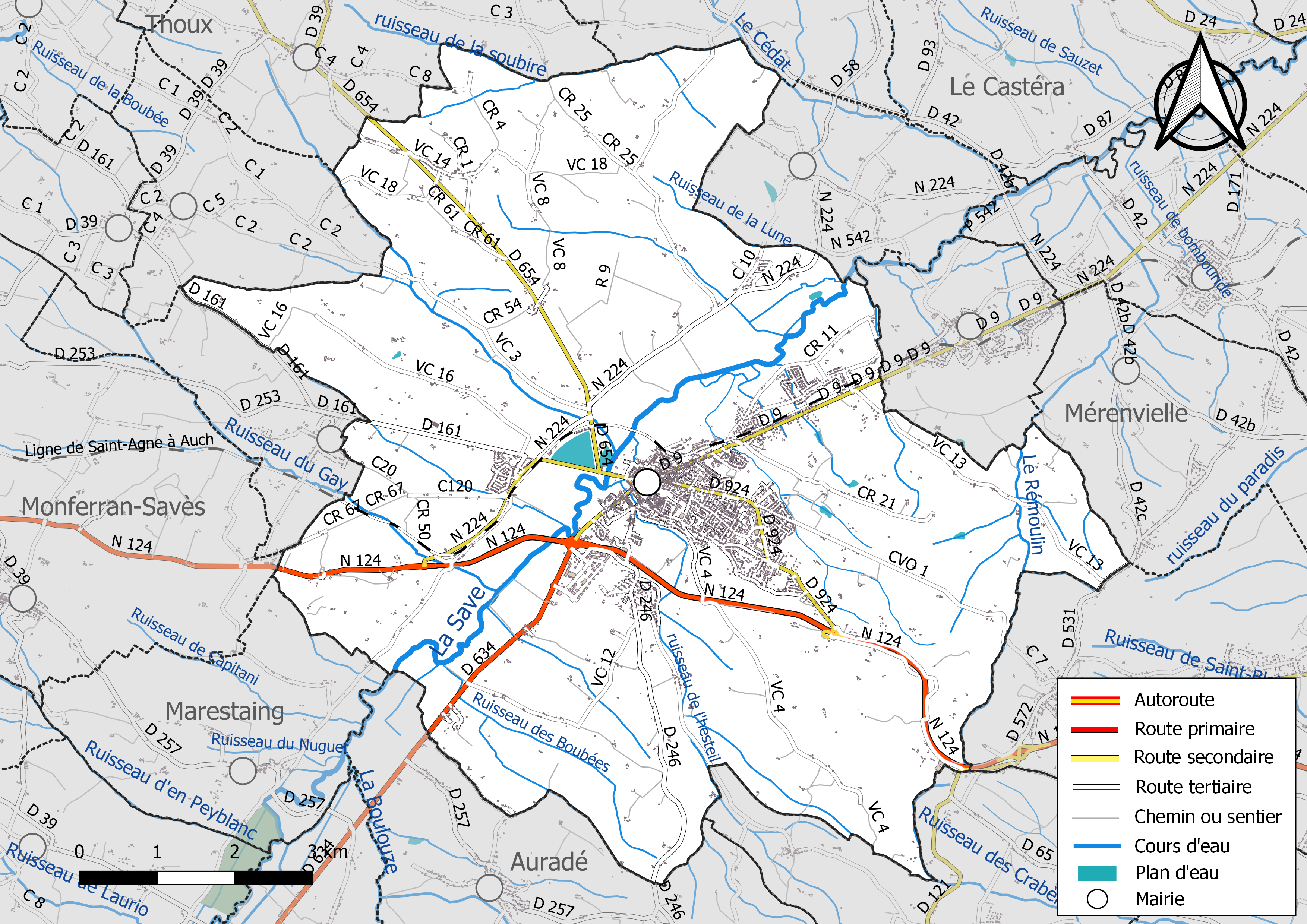
Réseaux hydrographique et routier de l'L'Isle-Jourdain.

### Climat
Pour des articles plus généraux, voir Climat de l'Occitanie et Climat du Gers.
En 2010, le climat de la commune est de type climat du Bassin du Sud-Ouest, selon une étude s'appuyant sur une série de données couvrant la période 1971-2000. En 2020, Météo-France publie une typologie des climats de la France métropolitaine dans laquelle la commune est exposée à un climat océanique altéré et est dans la région climatique Aquitaine, Gascogne, caractérisée par une pluviométrie abondante au printemps, modérée en automne, un faible ensoleillement au printemps, un été chaud (19,5 °C), des vents faibles, des brouillards fréquents en automne et en hiver et des orages fréquents en été (15 à 20 jours).
Pour la période 1971-2000, la température annuelle moyenne est de 13,4 °C, avec une amplitude thermique annuelle de 15,7 °C. Le cumul annuel moyen de précipitations est de 699 mm, avec 9,2 jours de précipitations en janvier et 5,7 jours en juillet. Pour la période 1991-2020, la température moyenne annuelle observée sur la station météorologique installée sur la commune est de 13,8 °C et le cumul annuel moyen de précipitations est de 708,9 mm,. Pour l'avenir, les paramètres climatiques de la commune estimés pour 2050 selon différents scénarios d'émission de gaz à effet de serre sont consultables sur un site dédié publié par Météo-France en novembre 2022.
| Mois                                  | jan.             | fév.           | mars          | avril         | mai           | juin          | jui.          | août           | sep.           | oct.          | nov.          | déc.            | année      |
| ------------------------------------- | ---------------- | -------------- | ------------- | ------------- | ------------- | ------------- | ------------- | -------------- | -------------- | ------------- | ------------- | --------------- | ---------- |
| Température minimale moyenne (°C)     | 1,8              | 1,6            | 3,8           | 6,3           | 9,8           | 13,2          | 14,9          | 14,9           | 11,6           | 9,2           | 4,9           | 2,5             | 7,9        |
| Température moyenne (°C)              | 6,1              | 6,8            | 9,9           | 12,5          | 16,1          | 19,8          | 21,9          | 22,2           | 18,7           | 14,9          | 9,6           | 6,8             | 13,8       |
| Température maximale moyenne (°C)     | 10,4             | 12,1           | 15,9          | 18,7          | 22,4          | 26,4          | 28,9          | 29,5           | 25,7           | 20,6          | 14,3          | 11,1            | 19,7       |
| Record de froid (°C) date du record   | −20,6 16.01.1985 | −14,5 09.02.12 | −12 01.03.05  | −5 04.04.1996 | −1 06.05.19   | 1,5 01.06.06  | 6 22.07.08    | 3,5 29.08.1998 | 1,2 28.09.1972 | −5 25.10.03   | −11 18.11.07  | −13 25.12.01    | −20,6 1985 |
| Record de chaleur (°C) date du record | 21 03.01.1998    | 27 27.02.19    | 28,5 24.03.01 | 32 24.04.07   | 34,5 30.05.01 | 40,5 27.06.19 | 40,5 27.07.20 | 42,5 13.08.03  | 37 17.09.20    | 31,5 02.10.13 | 26,5 07.11.15 | 21,5 17.12.1987 | 42,5 2003  |
| Précipitations (mm)                   | 65,4             | 46,6           | 50,8          | 65,8          | 80,9          | 62,3          | 49,5          | 50,8           | 56,7           | 58,2          | 62,7          | 59,2            | 708,9      |

### Milieux naturels et biodiversité

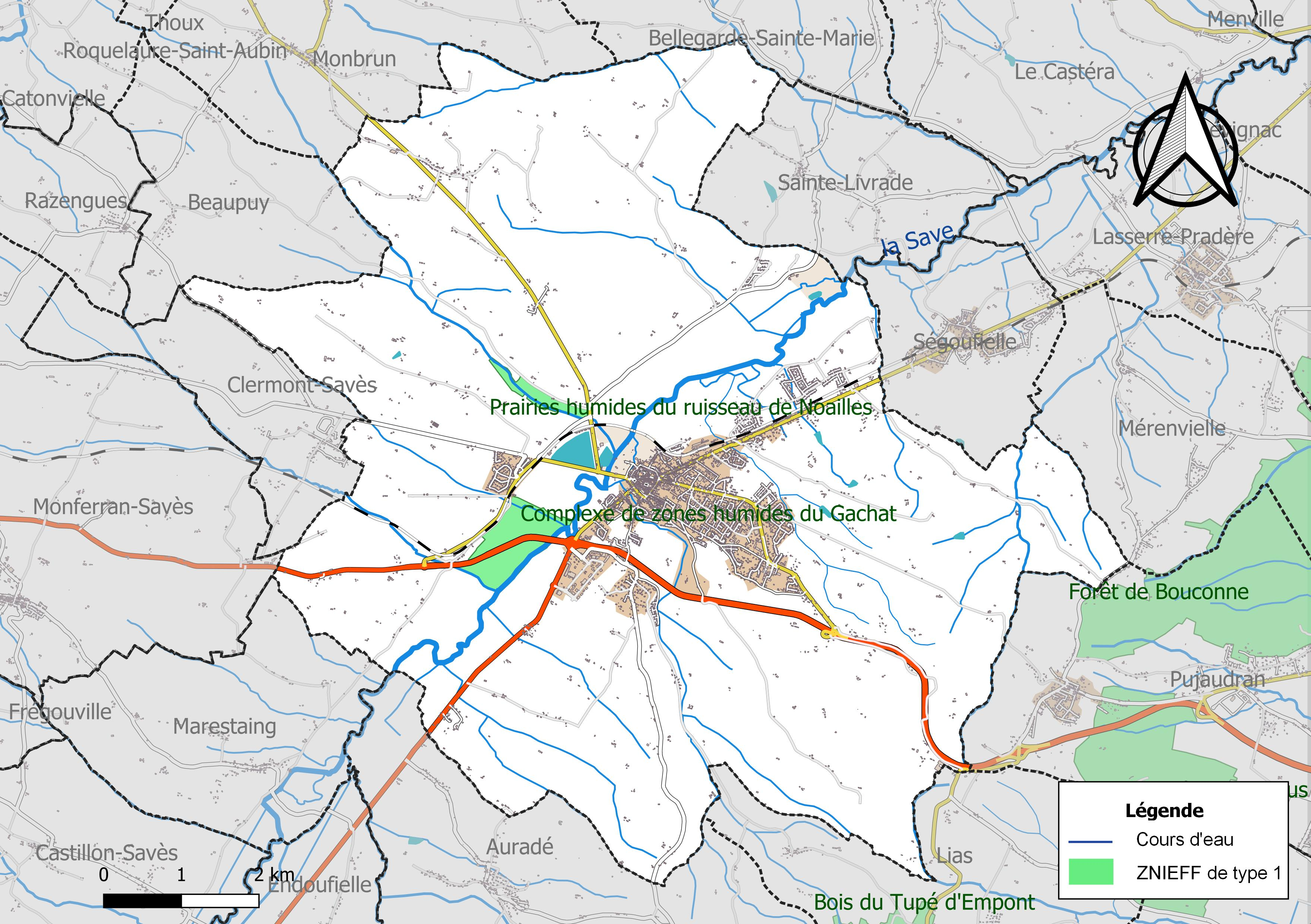
Carte des ZNIEFF de type 1 localisées sur la commune.

L’inventaire des zones naturelles d'intérêt écologique, faunistique et floristique (ZNIEFF) a pour objectif de réaliser une couverture des zones les plus intéressantes sur le plan écologique, essentiellement dans la perspective d’améliorer la connaissance du patrimoine naturel national et de fournir aux différents décideurs un outil d’aide à la prise en compte de l’environnement dans l’aménagement du territoire.
Deux ZNIEFF de type 1 sont recensées sur la commune : le « complexe de zones humides du Gachat » (77 ha), et les « prairies humides du ruisseau de Noailles » (21 ha).

## Urbanisme

### Typologie
Au 1er janvier 2024, L'Isle-Jourdain est catégorisée petite ville, selon la nouvelle grille communale de densité à sept niveaux définie par l'Insee en 2022.
Elle appartient à l'unité urbaine de L'Isle-Jourdain, une unité urbaine monocommunale constituant une ville isolée,. Par ailleurs la commune fait partie de l'aire d'attraction de Toulouse, dont elle est une commune de la couronne,. Cette aire, qui regroupe 527 communes, est catégorisée dans les aires de 700 000 habitants ou plus (hors Paris),.

### Occupation des sols

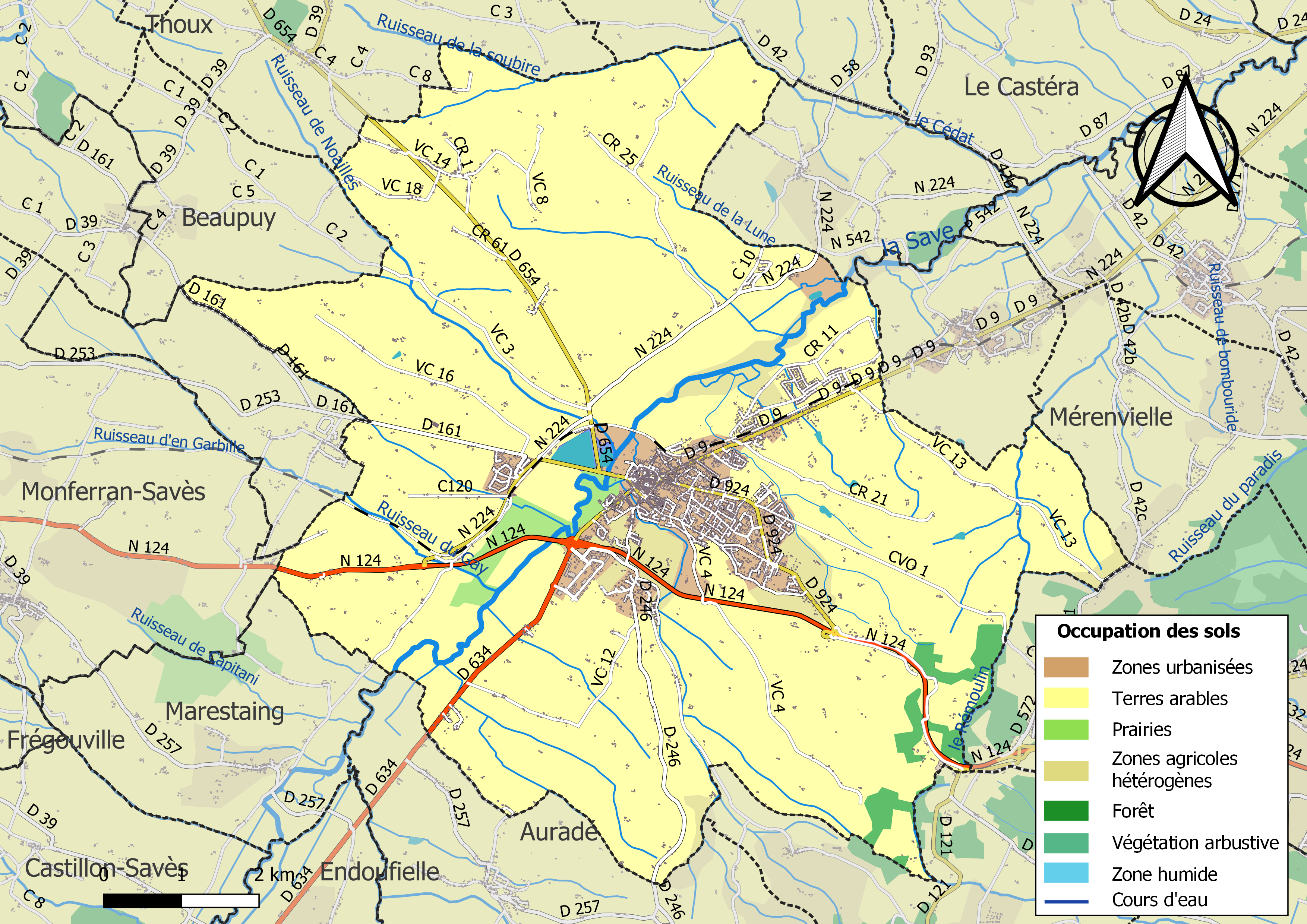
Carte des infrastructures et de l'occupation des sols de la commune en 2018 (CLC).

L'occupation des sols de la commune, telle qu'elle ressort de la base de données européenne d’occupation biophysique des sols Corine Land Cover (CLC), est marquée par l'importance des territoires agricoles (90,5 % en 2018), en diminution par rapport à 1990 (95,4 %). La répartition détaillée en 2018 est la suivante : terres arables (85,9 %), zones urbanisées (5,7 %), zones agricoles hétérogènes (3,3 %), forêts (1,5 %), prairies (1,4 %), zones industrielles ou commerciales et réseaux de communication (1 %), espaces verts artificialisés, non agricoles (0,8 %), eaux continentales (0,4 %). L'évolution de l’occupation des sols de la commune et de ses infrastructures peut être observée sur les différentes représentations cartographiques du territoire : la carte de Cassini (XVIIIe siècle), la carte d'état-major (1820-1866) et les cartes ou photos aériennes de l'IGN pour la période actuelle (1950 à aujourd'hui).

### Voies de communication et transports

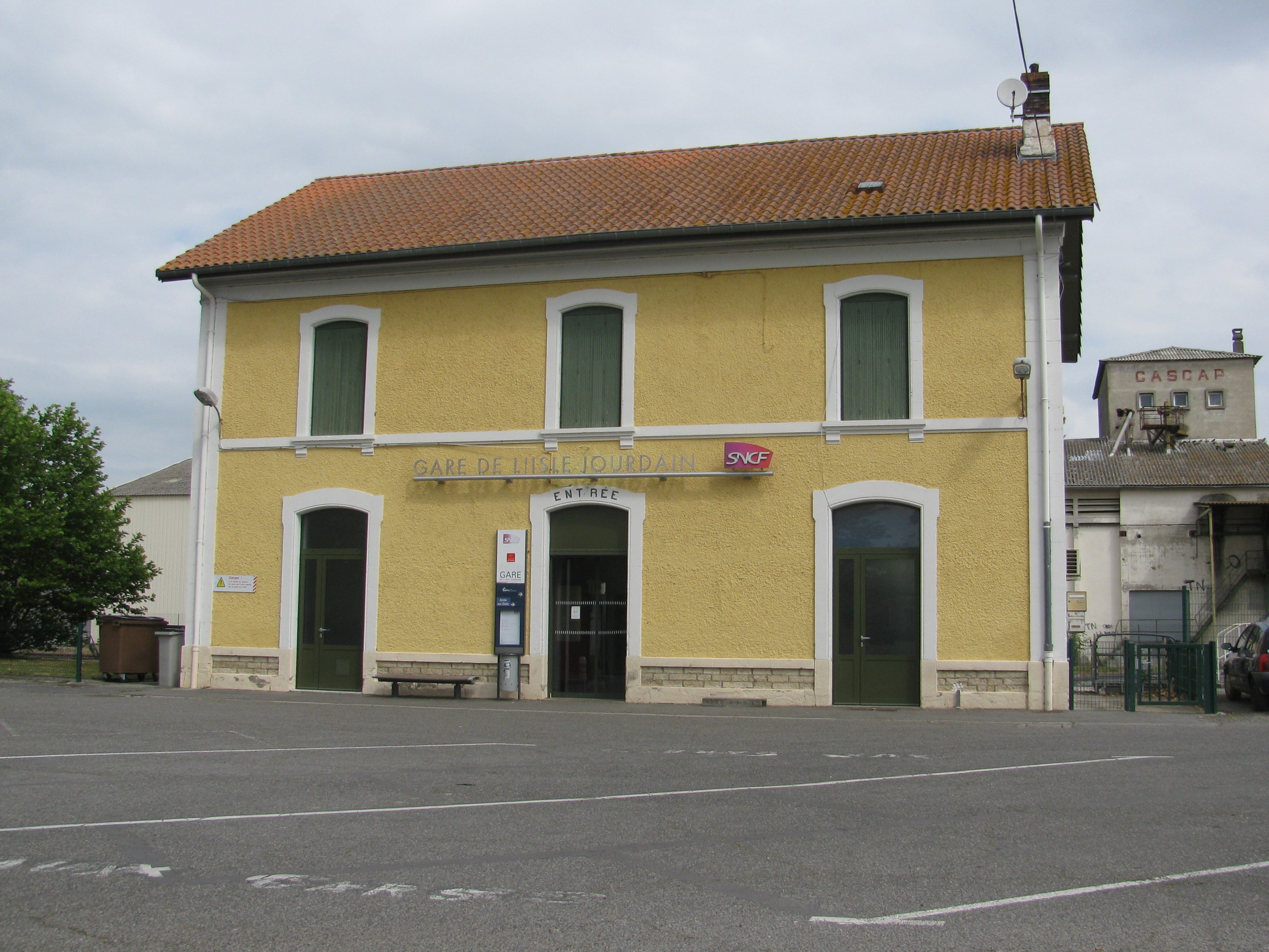
La gare de l'Isle-Jourdain.

La route nationale 124 et les anciennes routes nationales (route nationale 654, route nationale 634 et l'itinéraire à Grand Gabarit) desservent la commune.
La gare de L'Isle-Jourdain, sur la ligne SNCF Toulouse - Auch, est desservie quotidiennement par des TER Occitanie de la relation Toulouse-Matabiau - Auch.
La ligne 935 du réseau liO relie la commune à Toulouse et à Auch, et la ligne 954 relie la commune à Lombez.

### Risques majeurs
Le territoire de la commune de l'Isle-Jourdain est vulnérable à différents aléas naturels : météorologiques (tempête, orage, neige, grand froid, canicule ou sécheresse), inondations et séisme (sismicité très faible). Il est également exposé à un risque technologique, le transport de matières dangereuses. Un site publié par le BRGM permet d'évaluer simplement et rapidement les risques d'un bien localisé soit par son adresse soit par le numéro de sa parcelle.

#### Risques naturels
Certaines parties du territoire communal sont susceptibles d’être affectées par le risque d’inondation par débordement de cours d'eau, notamment la Save. La cartographie des zones inondables en ex-Midi-Pyrénées réalisée dans le cadre du XIe Contrat de plan État-région, visant à informer les citoyens et les décideurs sur le risque d’inondation, est accessible sur le site de la DREAL Occitanie. La commune a été reconnue en état de catastrophe naturelle au titre des dommages causés par les inondations et coulées de boue survenues en 1988, 1993, 1995, 1999, 2000, 2003, 2009, 2014 et 2018,.

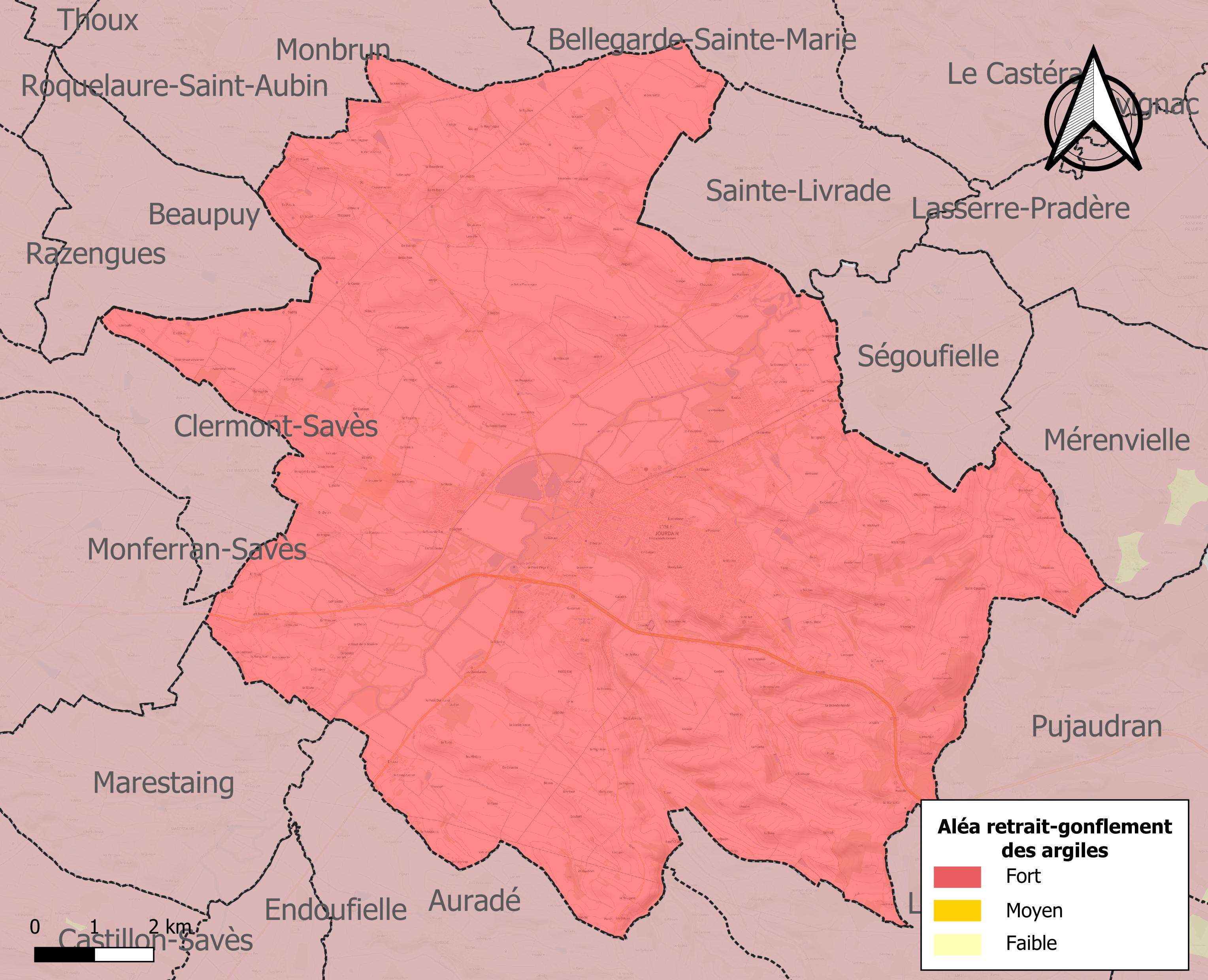
Carte des zones d'aléa retrait-gonflement des sols argileux de l'Isle-Jourdain.

Le retrait-gonflement des sols argileux est susceptible d'engendrer des dommages importants aux bâtiments en cas d’alternance de périodes de sécheresse et de pluie. La totalité de la commune est en aléa moyen ou fort (94,5 % au niveau départemental et 48,5 % au niveau national). Sur les 3 066 bâtiments dénombrés sur la commune en 2019, 3 066 sont en aléa moyen ou fort, soit 100 %, à comparer aux 93 % au niveau départemental et 54 % au niveau national. Une cartographie de l'exposition du territoire national au retrait gonflement des sols argileux est disponible sur le site du BRGM,.
Par ailleurs, afin de mieux appréhender le risque d’affaissement de terrain, l'inventaire national des cavités souterraines permet de localiser celles situées sur la commune.
Concernant les mouvements de terrains, la commune a été reconnue en état de catastrophe naturelle au titre des dommages causés par la sécheresse en 1989, 1993, 1998, 2000, 2003, 2008, 2012 et 2016 et par des mouvements de terrain en 1999.

#### Risques technologiques
Le risque de transport de matières dangereuses sur la commune est lié à sa traversée par des infrastructures routières ou ferroviaires importantes ou la présence d'une canalisation de transport d'hydrocarbures. Un accident se produisant sur de telles infrastructures est en effet susceptible d’avoir des effets graves au bâti ou aux personnes jusqu’à 350 m, selon la nature du matériau transporté. Des dispositions d’urbanisme peuvent être préconisées en conséquence.

## Toponymie
(septembre 2021).
Si vous disposez d'ouvrages ou d'articles de référence ou si vous connaissez des sites web de qualité traitant du thème abordé ici, merci de compléter l'article en donnant les références utiles à sa vérifiabilité et en les liant à la section « Notes et références ».
Le seigneur de l'Isle étant parti aux croisades en Palestine, il y aurait baptisé son fils dans le Jourdain en lui donnant le nom du fleuve (Jordan en occitan). La ville ressemblant à une île au milieu des marais devient ainsi L'Isle de Jourdain, ou L'Isle en Jourdain qui a donné le nom à la ville.
Une autre source connue des vieilles familles locales à travers la transmission orale (reprise par l'historien F.J. Bourdeau dans son Manuel de géographie historique, ancienne Gascogne et Béarn) donne comme origine Insula Ictium : insula, quartier ou hameau et ictium, coup porté avec force (mais peut venir également de ictius, poisson : signe de reconnaissance des premiers chrétiens).
À l'origine, le gué sur la Save au lieu-dit Pont Peyrin aurait vu l'éclosion d'une halte sur la route de Bordeaux à Toulouse, tronçon de la voie romaine d'Aginuum à Tolosa (ancienne voie gauloise, via décrite dans le Burdigalensis en 333), alors que les autres zones de peuplement de l'Isle d'aujourd'hui se situaient sur le plateau, emplacement du Castrum de la collégiale actuelle.
Les coteaux bordant la route de Ségoufielle, plantés de vignes vendangées après la première gelée (bucconiatis, vitis, Gaffiot), d'où l'origine du nom Boucconne, ainsi que d'autres hameaux, notamment sur le haut de la vallée de l'Esteil, le long de l'actuelle voie rapide, constituaient alors une insula. Les fouilles de La Gravette (lieu-dit sur le flanc sud des coteaux) ont mis au jour une nécropole wisigothe entourée de plus de 600 tombes dont il ne fut pas possible de reconnaître tous les emplacements.
La Saume (Poustetos) de 1274-1275, écrite en caractères gothiques, reprend les droits et devoirs des habitants de l'Isle. Elle confirmerait l'origine du nom de l'Isle puisque dans le texte est citée l'insula jordanis par son abréviation isla jordanis. Il est à noter qu'y figure comme rédacteur un certain Vital Cayrel dont les descendants (Jean à Monfort et Michel à Endoufielle) habitent toujours les environs immédiats de la ville.
En occitan gascon, elle est nommée L'Isla de Baish (l'île d'en bas) par opposition à L'Isla de haut (l'île d'en haut) et à L'Isle-en-Dodon, commune située plus en amont sur la Save. L'Isle-Jourdain est une cité de Gascogne, où la plupart des lieux-dits sont explicables par la langue, par exemple Embladé, Embetpéou, le Nougaret, Mesplet, Larroudé. Nombre d'entre eux sont construits sur le modèle En + Nom, où En est une particule honorifique signifiant "Monsieur" ; c'est le cas notamment dans la forme "L'Isle En Jourdain" (L'Isla En Jordan).

## Histoire
L'Isle-Jourdain est chef-lieu de district de 1790 à 1795. Admise dans l'arrondissement de Lombès (actuellement Lombez) en 1801, elle intègre celui d'Auch en 1926.
L'Isle-Jourdain absorbe en 1823 la commune de Casse-Martin et en 1824 celle d'Aragnès.
La croix clêchée, vidée, pommetée de la ville est intitulée "Croix de l'Isle Jourdain". Elle aurait été adoptée en blasonnement par le comte de l'Isle lors de sa croisade en compagnie du comte de Toulouse dont il fut vassal. Les comtes prirent la place forte de Tripoli, au Nord du Liban actuel, où ils adoptèrent la croix clêchée, vidée, pommetée pour bannière à leur retour. Cette croix étant un symbole chrétien d'Orient, avec les douze pointes représentant les douze apôtres de Jésus.
C'est cette croix de l'Isle Jourdain qui fut nommée par la suite "croix du Languedoc", puis "croix occitane" par les mouvements occitans. La ville est à ce titre surnommée la "Mère de l'Occitanie".

## Politique et administration

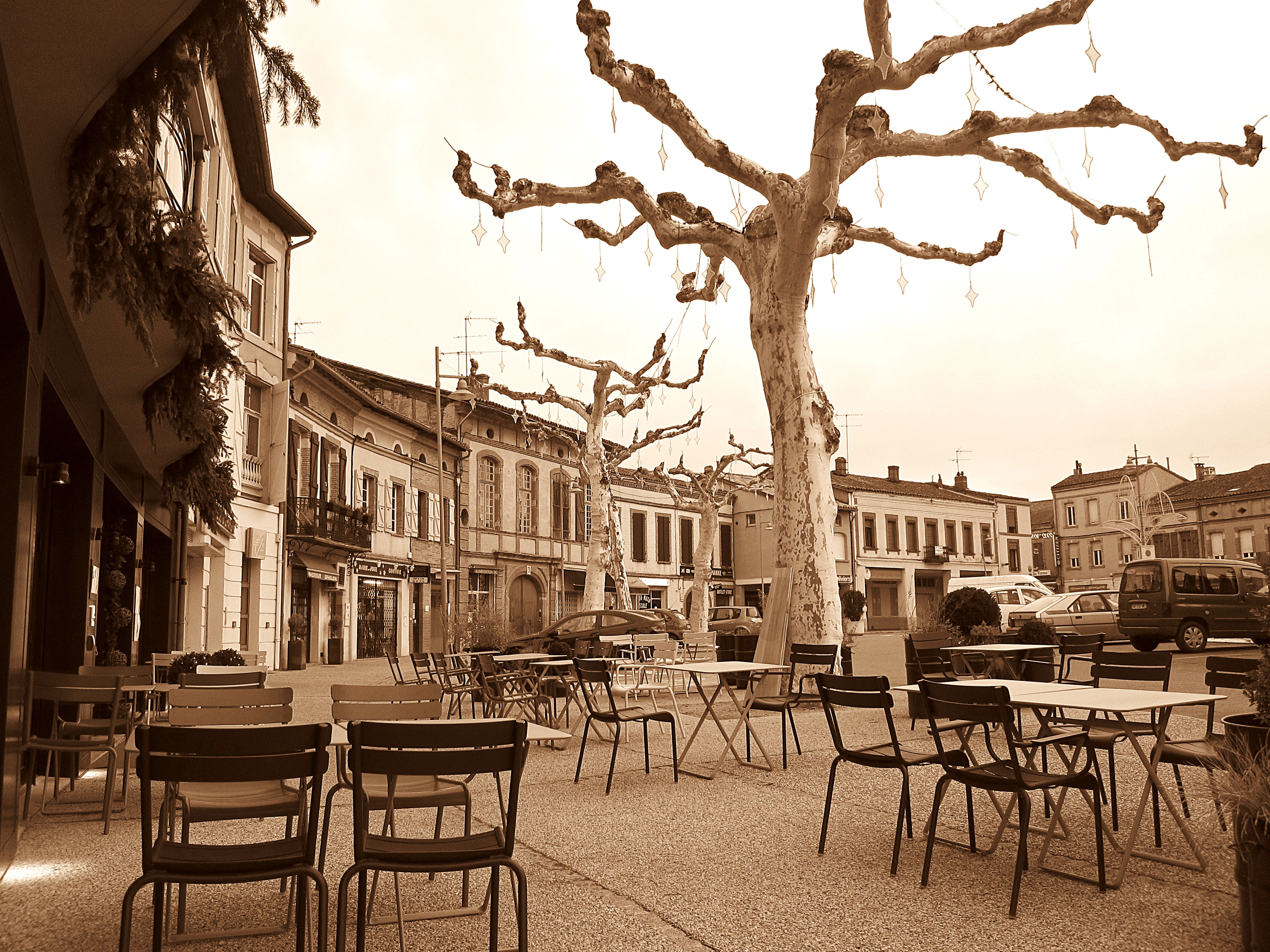
La place Gambetta.

### Administration municipale
Le nombre d'habitants au recensement de 2017 étant compris entre 5 000 habitants et 9 999 habitants au dernier recensement, le nombre de membres du conseil municipal est de vingt-neuf,.

### Rattachements administratifs et électoraux
La commune fait partie de la deuxième circonscription du Gers et de la communauté de communes de la Gascogne Toulousaine. Elle est le chef-lieu du canton.

### Liste des maires
| Période      | Période  | Identité          | Étiquette                  | Qualité |
| ------------ | -------- | ----------------- | -------------------------- | --- |
| 1944         | 1953     | Joseph Delieux    | Radical                    | Conseiller général de L'Isle-Jourdain (1934-1940, 1945-1951)                                                                 |
| 1953         | 1977     | Marius Campistron | UDR                        | Vétérinaire Conseiller général de L'Isle-Jourdain (1958-1964, 1970-1976)                                                     |
| 1977         | 1995     | Michel Ghirardi,  | PS puis PSU puis Les Verts | Secrétaire départemental du PSU Conseiller régional de Midi-Pyrénées (1992-1995) Candidat aux élections législatives de 1981 |
| 1995         | 2001     | Louis Aygobère    | DVD                        | Chef d'entreprise Président de la CC de la Save Lisloise                                                                     |
| 2001         | 2014     | Alain Tourné      | PS                         | Président de la CC de la Save Lisloise Président de la CC de la Gascogne Toulousaine                                         |
| 5 avril 2014 | en cours | Francis Idrac     | PS                         | Retraité Président de la CC de la Gascogne Toulousaine                                                                       |

### Jumelages
| L'Isle-Jourdain Carballo Motta di Livenza |

- Carballo (Espagne), près de La Corogne en Galice
- Motta di Livenza (Italie)

## Population et société

### Démographie
L'évolution du nombre d'habitants est connue à travers les recensements de la population effectués dans la commune depuis 1793. Pour les communes de moins de 10 000 habitants, une enquête de recensement portant sur toute la population est réalisée tous les cinq ans, les populations de référence des années intermédiaires étant quant à elles estimées par interpolation ou extrapolation. Pour la commune, le premier recensement exhaustif entrant dans le cadre du nouveau dispositif a été réalisé en 2004.

En 2022, la commune comptait 9 499 habitants, en évolution de +8,82 % par rapport à 2016 (Gers : +1,04 %, France hors Mayotte : +2,11 %).
| 1793  | 1800  | 1806  | 1821  | 1831  | 1841  | 1846  | 1851  | 1856  |
| ----- | ----- | ----- | ----- | ----- | ----- | ----- | ----- | ----- |
| 4 146 | 3 792 | 4 159 | 4 257 | 4 307 | 4 933 | 4 865 | 4 921 | 4 773 |

| 1861  | 1866  | 1872  | 1876  | 1881  | 1886  | 1891  | 1896  | 1901  |
| ----- | ----- | ----- | ----- | ----- | ----- | ----- | ----- | ----- |
| 4 867 | 4 954 | 4 864 | 4 671 | 4 479 | 4 572 | 4 442 | 4 305 | 4 122 |

| 1906  | 1911  | 1921  | 1926  | 1931  | 1936  | 1946  | 1954  | 1962  |
| ----- | ----- | ----- | ----- | ----- | ----- | ----- | ----- | ----- |
| 3 885 | 3 774 | 3 313 | 3 560 | 3 535 | 3 527 | 3 536 | 3 447 | 3 675 |

| 1968  | 1975  | 1982  | 1990  | 1999  | 2004  | 2006  | 2009  | 2014  |
| ----- | ----- | ----- | ----- | ----- | ----- | ----- | ----- | ----- |
| 4 002 | 4 195 | 4 358 | 5 029 | 5 560 | 6 148 | 6 471 | 7 296 | 8 345 |

| 2019  | 2022  | - | - | - | - | - | - | - |
| ----- | ----- | - | - | - | - | - | - | - |
| 9 072 | 9 499 | - | - | - | - | - | - | - |

| selon la population municipale des années : | 1968 | 1975 | 1982 | 1990 | 1999 | 2006 | 2009 | 2013 |
| Rang de la commune dans le département      | 6    | 6    | 4    | 4    | 4    | 3    | 2    | 2    |
| Nombre de communes du département           | 466  | 462  | 462  | 462  | 463  | 463  | 463  | 463  |

En 2009, l'Isle-Jourdain devient la deuxième commune la plus peuplée du département du Gers après Auch, détrônant la sous-préfecture Condom.

### Enseignement
L'Isle-Jourdain fait partie de l'académie de Toulouse.

#### Enseignement public
- école maternelle Anne Frank, école maternelle Jean de La Fontaine ;
- école élémentaire René Cassin, école élémentaire Paul Bert, école élémentaire Lucie Aubrac ;
- collège Louise-Michel, collège Françoise Héritier.
- lycée Joseph Saverne.
- Il existe une section bilingue français - occitan depuis 2013 dans les écoles. L'occitan est également présent au lycée depuis 1968 et au collège depuis 1999.

#### Enseignement privé sous contrat d'association avec l'État
- école et collège Notre-Dame le Clos fleuri.

### Manifestations culturelles et festivités
- Éclats de voix
- les soirées festives Escota e Minja le premier week-end de juillet : concerts, gastronomie sur la place de la mairie, promotion de la culture occitane
- un carnaval gascon est organisé tous les ans. Au programme : jeux gascons et crémation de Monsieur Carnaval, un pantin en bois et en paille. Lous coussous « jugent » dans « lou mercat » les nouveaux arrivants et nouveaux mariés avec comme sentence pour l'homme de monter sur l'âne et pour la femme de toucher la queue de l'animal (afin Madame d'avoir des enfants, forts beaux, paillards et juteux orgueils de notre race). Autrefois l'homme était chargé de chaînes l'épouse suivait son homme jusqu'au « jugé » suivant, lous coussous chantant les chansons traditionnelles.

### Santé
Centre Communal d'Action Sociale, une maison de retraite type EHPAD, un laboratoire d'analyse médicale, un service d'ambulances, des infirmiers, des sages-femmes, des médecins généralistes, des professionnels de la rééducation, de l'appareillage, des pédicures-podologues, des dentistes, une clinique vétérinaire équine,

### Social

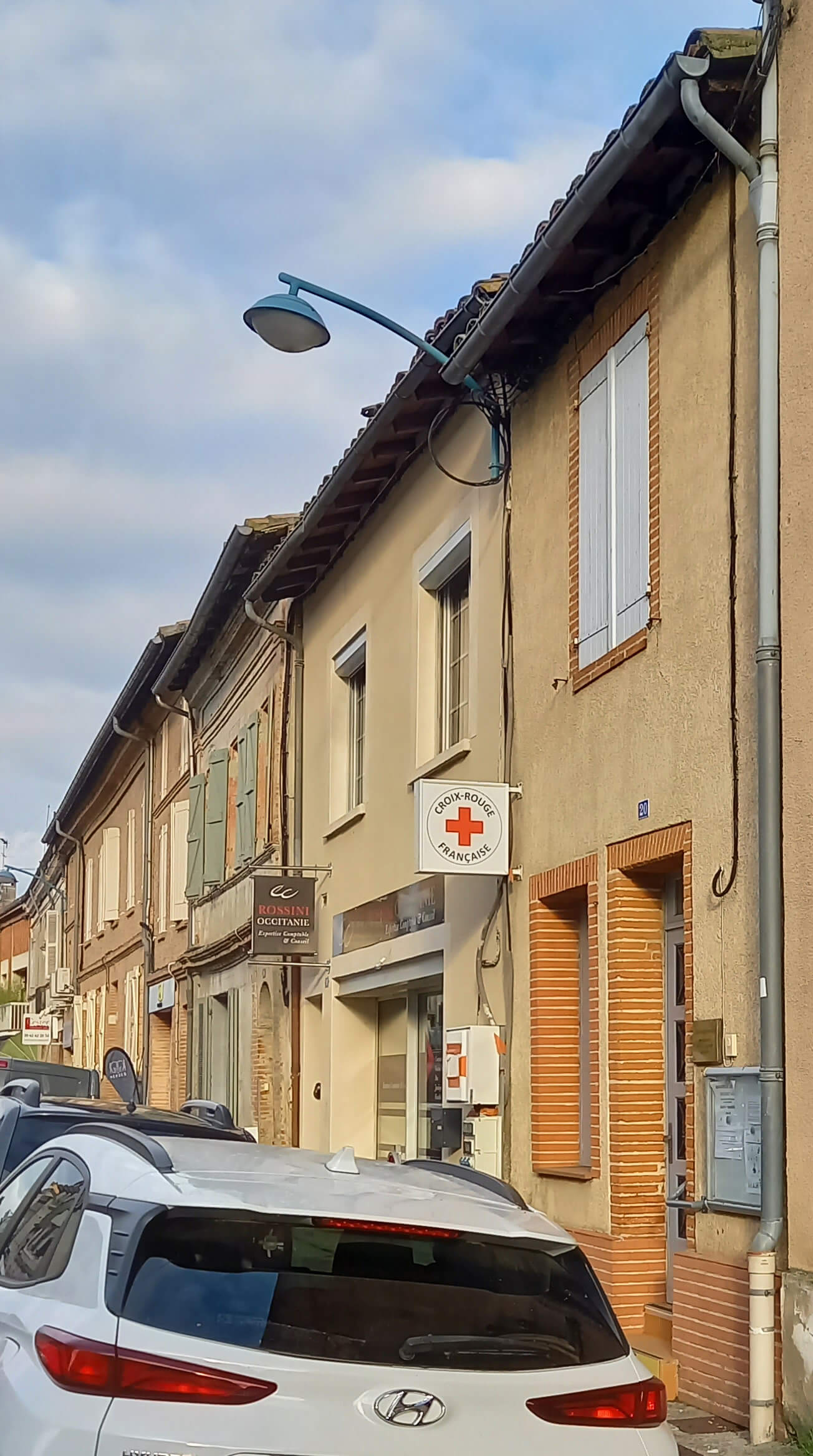
La Croix-Rouge (boulevard Carnot).

#### Associations caritatives
- Le comité de la Croix-Rouge française de L'Isle-Jourdain a été fondé en 1977.

### Sports
L'Isle-Jourdain est une ville qui possède un grand spot de wake-board où s'est déroulé une étape de la coupe du monde. (Tom Snare y a tourné un de ses clips).
- En 2011 l'Isle-Jourdain fait construire une piscine couverte et chauffée à l'aide d'énergies renouvelables.
- Sports aquatiques : lac de 24 hectares, base de loisirs[47], piscine municipale, natation (splach natation -club de natation estivale-), club de pêche et de wakeboard au lac
- Sports collectifs : club de Rugby à XV (Union sportive l'isloise), club de Handball (Hand Ball Club Lislois)[48], clubs de Basket-ball masculin (Union Sportive Basket L'Isle Jourdain )[49] et féminin (Basket Club Lislois), club de Football (Football Club Lislois), club de volley-ball, club de hockey sur gazon (Isle jourdain hockey club)
- Sports de raquette : club de Tennis, club de tennis de table (association sportive de tennis de table l'islois), Club de badminton
- Arts martiaux et sports de combats : club de karaté (Karaté Club Lislois), club de judo/ju-jitsu, club de kung-fu/tai-chi-chuan/qi gong et boxe thaïlandaise (cercle Meihua)
- Autres : club d'Athlétisme[50] (Tracks Athlé), club de triathlon, club de golf (Golf Las Martines), club de gymnastique (Clochette L'isloise), club de Ski (Les amis de la montagne), club de tir à l'arc (La flèche Gasconne), club d'aéromodélisme radiocommandé avion / hélico/ planeur (Aéromodélisme l'islois).

Le sport principal des Lislois est le rugby à XV représenté par l'Union sportive L'Isle-Jourdain qui évolue en Fédérale 1.

## Économie

### Revenus
En 2018 (données Insee publiées en septembre 2021), la commune compte 3 868 ménages fiscaux, regroupant 8 857 personnes. La médiane du revenu disponible par unité de consommation est de 23 290 € (20 820 € dans le département). 54 % des ménages fiscaux sont imposés (43,9 % dans le département).

### Emploi
|                | 2008  | 2013  | 2018  |
| -------------- | ----- | ----- | ----- |
| Commune        | 7,3 % | 7,1 % | 6,6 % |
| Département    | 6,1 % | 7,5 % | 8,2 % |
| France entière | 8,3 % | 10 %  | 10 %  |

En 2018, la population âgée de 15 à 64 ans s'élève à 5 503 personnes, parmi lesquelles on compte 80,8 % d'actifs (74,3 % ayant un emploi et 6,6 % de chômeurs) et 19,2 % d'inactifs,. En 2018, le taux de chômage communal (au sens du recensement) des 15-64 ans est inférieur à celui de la France et département, alors qu'en 2008 il était supérieur à celui du département et inférieur à celui de la France.
La commune fait partie de la couronne de l'aire d'attraction de Toulouse, du fait qu'au moins 15 % des actifs travaillent dans le pôle,. Elle compte 3 969 emplois en 2018, contre 3 527 en 2013 et 3 171 en 2008. Le nombre d'actifs ayant un emploi résidant dans la commune est de 4 129, soit un indicateur de concentration d'emploi de 96,1 % et un taux d'activité parmi les 15 ans ou plus de 63,2 %.
Sur ces 4 129 actifs de 15 ans ou plus ayant un emploi, 1 396 travaillent dans la commune, soit 34 % des habitants. Pour se rendre au travail, 83,8 % des habitants utilisent un véhicule personnel ou de fonction à quatre roues, 4,4 % les transports en commun, 7,1 % s'y rendent en deux-roues, à vélo ou à pied et 4,8 % n'ont pas besoin de transport (travail au domicile).

### Activités hors agriculture

#### Secteurs d'activités
978 établissements sont implantés à l'Isle-Jourdain au 31 décembre 2019. Le tableau ci-dessous en détaille le nombre par secteur d'activité et compare les ratios avec ceux du département,.
| Secteur d'activité                                                                                        | Commune | Commune | Département |
| Secteur d'activité                                                                                        | Nombre  | %       | %           |
| --- | ------- | ------- | ----------- |
| Ensemble                                                                                                  | 978     | 100 %   | (100 %)     |
| Industrie manufacturière, industries extractives et autres                                                | 51      | 5,2 %   | (12,3 %)    |
| Construction                                                                                              | 107     | 10,9 %  | (14,6 %)    |
| Commerce de gros et de détail, transports, hébergement et restauration                                    | 261     | 26,7 %  | (27,7 %)    |
| Information et communication                                                                              | 20      | 2 %     | (1,8 %)     |
| Activités financières et d'assurance                                                                      | 52      | 5,3 %   | (3,5 %)     |
| Activités immobilières                                                                                    | 46      | 4,7 %   | (5,2 %)     |
| Activités spécialisées, scientifiques et techniques et activités de services administratifs et de soutien | 187     | 19,1 %  | (14,4 %)    |
| Administration publique, enseignement, santé humaine et action sociale                                    | 167     | 17,1 %  | (12,3 %)    |
| Autres activités de services                                                                              | 87      | 8,9 %   | (8,3 %)     |

Le secteur du commerce de gros et de détail, des transports, de l'hébergement et de la restauration est prépondérant sur la commune puisqu'il représente 26,7 % du nombre total d'établissements de la commune (261 sur les 978 entreprises implantées à l'L'Isle-Jourdain), contre 27,7 % au niveau départemental.

#### Entreprises et commerces
Les cinq entreprises ayant leur siège social sur le territoire communal qui génèrent le plus de chiffre d'affaires en 2020 sont :
- A2C Air Cost Control, commerce de gros (commerce interentreprises) de matériel électrique (48 546 k€)
- SN Trading, commerce de gros (commerce interentreprises) d'autres produits intermédiaires (34 161 k€)
- Ecocert France, analyses, essais et inspections techniques (26 512 k€)
- Ecocert Greenlife, analyses, essais et inspections techniques (10 434 k€)
- Ecocert, analyses, essais et inspections techniques (8 993 k€)

### Secteur primaire
L'Isle-Jourdain est traditionnellement une bourgade agricole dont le commerce de grains est réputé au XIXe siècle, (maïs, blé...) ont encore une place importante mais tendent à diminuer en faveur de zones résidentielles liées à la proximité de l'agglomération toulousaine puisque étant dans son aire urbaine.
L'Isle-Jourdain accueille le siège de la société Écocert, organisme de certification en agriculture biologique et autres référentiels écologiques. Près de 250 personnes travaillent sur ce site. Le siège social d'Abrisud se trouve aussi à l'Isle-Jourdain. 
L'Isle-Jourdain est aussi le lieu de fondation de la Coordination rurale, l'un des principaux syndicats agricoles français.

### Agriculture
La commune est dans les « Coteaux du Gers », une petite région agricole occupant l'est du département du Gers. En 2020, l'orientation technico-économique de l'agriculture sur la commune est la culture de céréales et/ou d'oléoprotéagineuses.
|               | 1988  | 2000  | 2010  | 2020  |
| ------------- | ----- | ----- | ----- | ----- |
| Exploitations | 154   | 116   | 100   | 94    |
| SAU (ha)      | 6 691 | 6 525 | 6 193 | 6 396 |

Le nombre d'exploitations agricoles en activité et ayant leur siège dans la commune est passé de 154 lors du recensement agricole de 1988 à 116 en 2000 puis à 100 en 2010 et enfin à 94 en 2020, soit une baisse de 39 % en 32 ans. Le même mouvement est observé à l'échelle du département qui a perdu pendant cette période 51 % de ses exploitations,. La surface agricole utilisée sur la commune a également diminué, passant de 6 691 ha en 1988 à 6 396 ha en 2020. Parallèlement la surface agricole utilisée moyenne par exploitation a augmenté, passant de 43 à 68 ha.

### Secteur tertiaire
De nombreux petits commerces restent en activité à L'Isle-Jourdain, entre autres des restaurants. En entreprise implantée
et susceptible de recruter, on trouve notamment : Crusta d'Oc (import agro-alimentaire), Abrisud(matériel de loisir), Thalassoline (voyagiste spécialisé), Air cost control (matériel aéronautique), Le Comptoir électrique gersois (matériel électrique et éclairage), Beauty Success.

## Culture locale et patrimoine

### Lieux et monuments
- Pont Peyrin.
- Pont Tourné.
- Clocher-tour[59] du XIVe siècle.
- Collégiale Saint-Martin[60] construite vers 1785 par un élève de Jacques-Germain Soufflot, Jean-Arnaud Raymond, architecte des États du Languedoc. L'église collégiale et la tour sont classés au titre objet des monuments historiques depuis 1979[61].
- Église de l'Immaculée-Conception-de-la-Vierge-Marie.
- Église Saint-Sébastien de Cassemartin.
- Chapelle Saint-Jacques (dans l'enceinte de la maison de retraite).
- Halle aux grains du XIXe siècle, réhabilitée en Centre-Musée européen d'art campanaire[62] en 1994 et qui accueille environ 12 000 visiteurs chaque année, inscrite au titre des monuments historiques depuis 1975[63].
- Maison Claude Augé : hôtel particulier 1904 classé aux Monuments historiques[64].
- Château de Panat[65], de style Renaissance espagnole, édifié en 1880 par Joseph Samuel Léopold de Brunet, marquis de Panat (Toulouse, 1851 - L’Isle-Jourdain, 1913), et dont l'architecte est son beau-père, Edmond Salles[66].

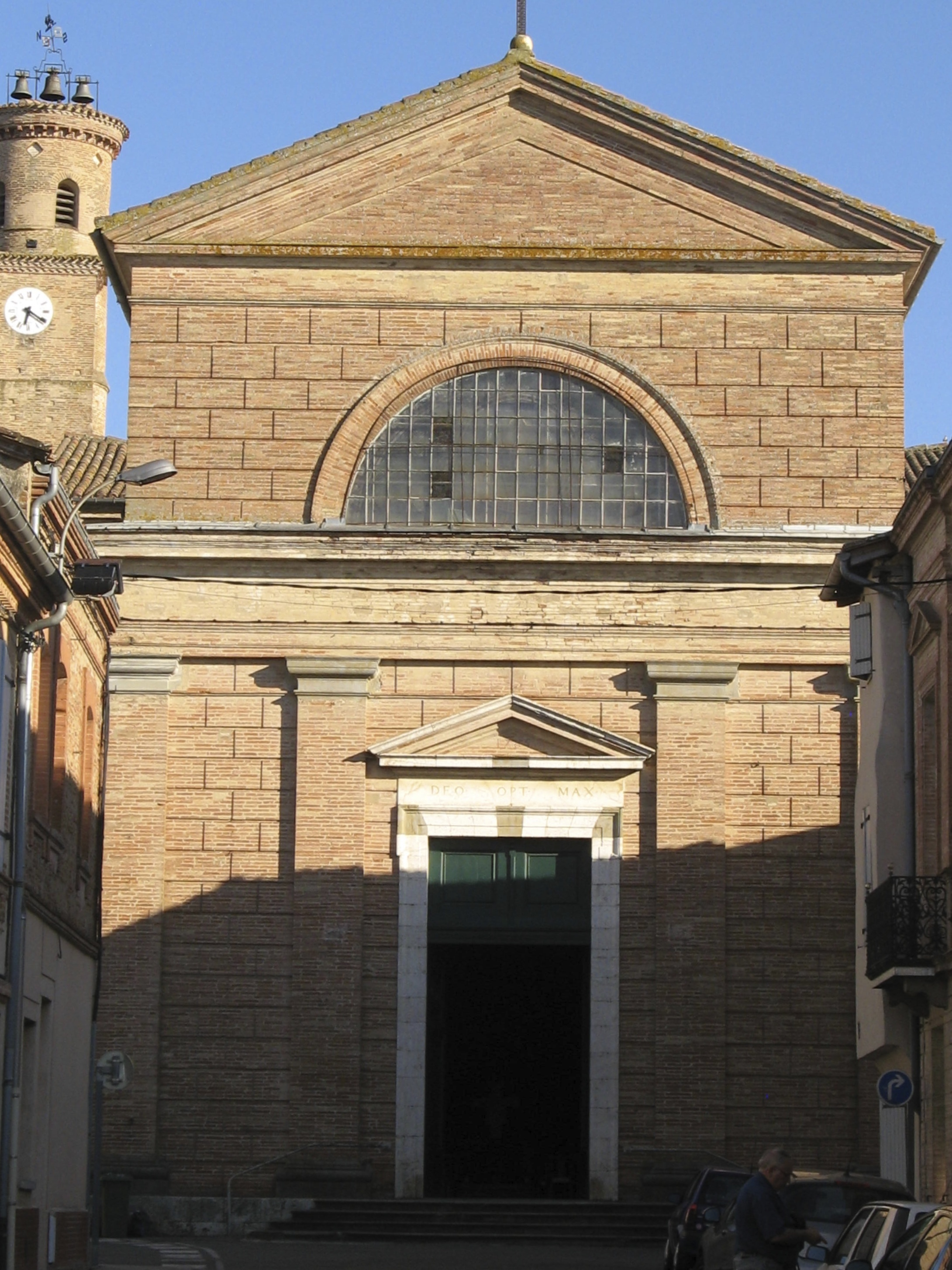
La collégiale Saint-Martin.
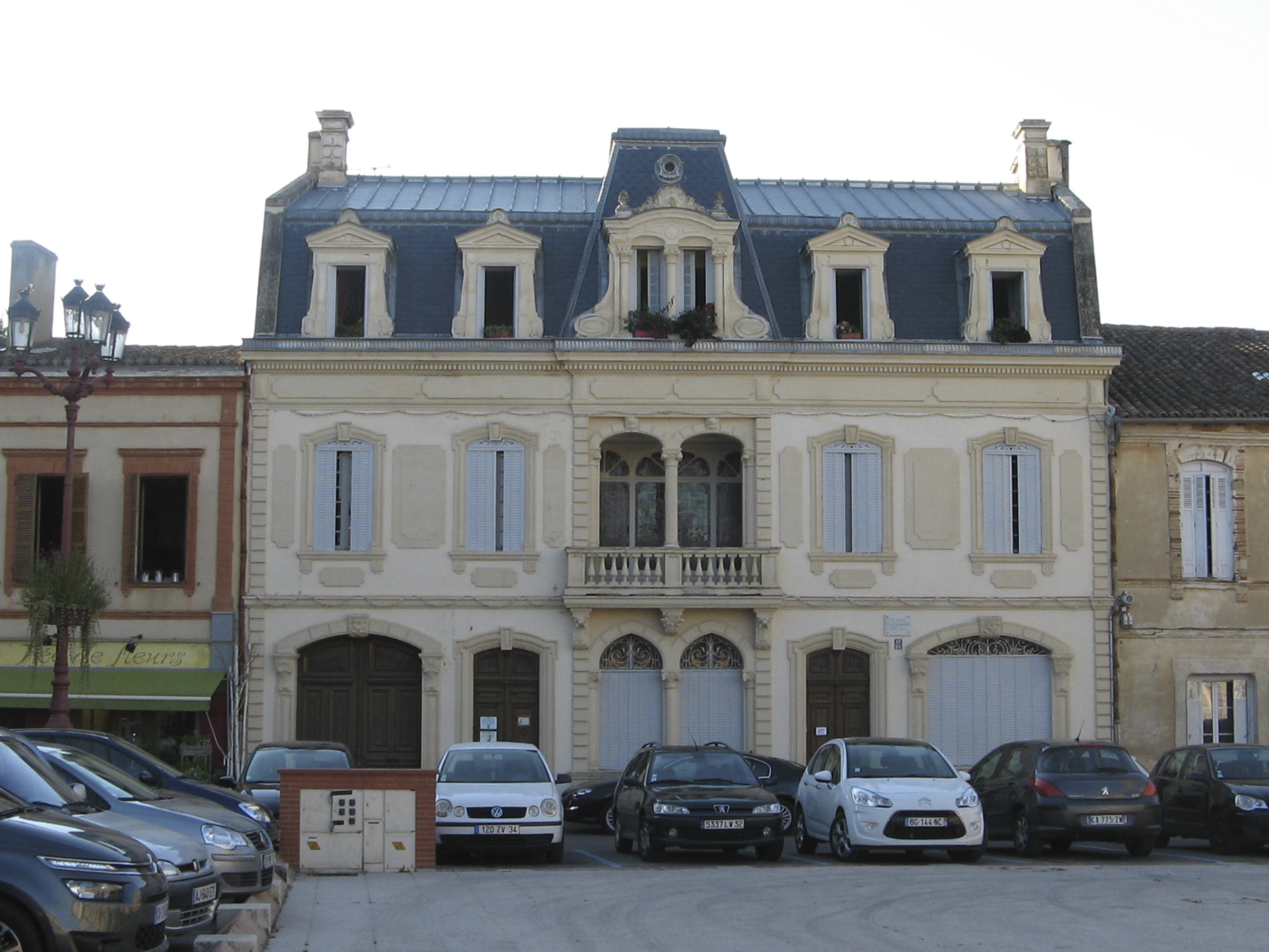
La maison Claude Augé.
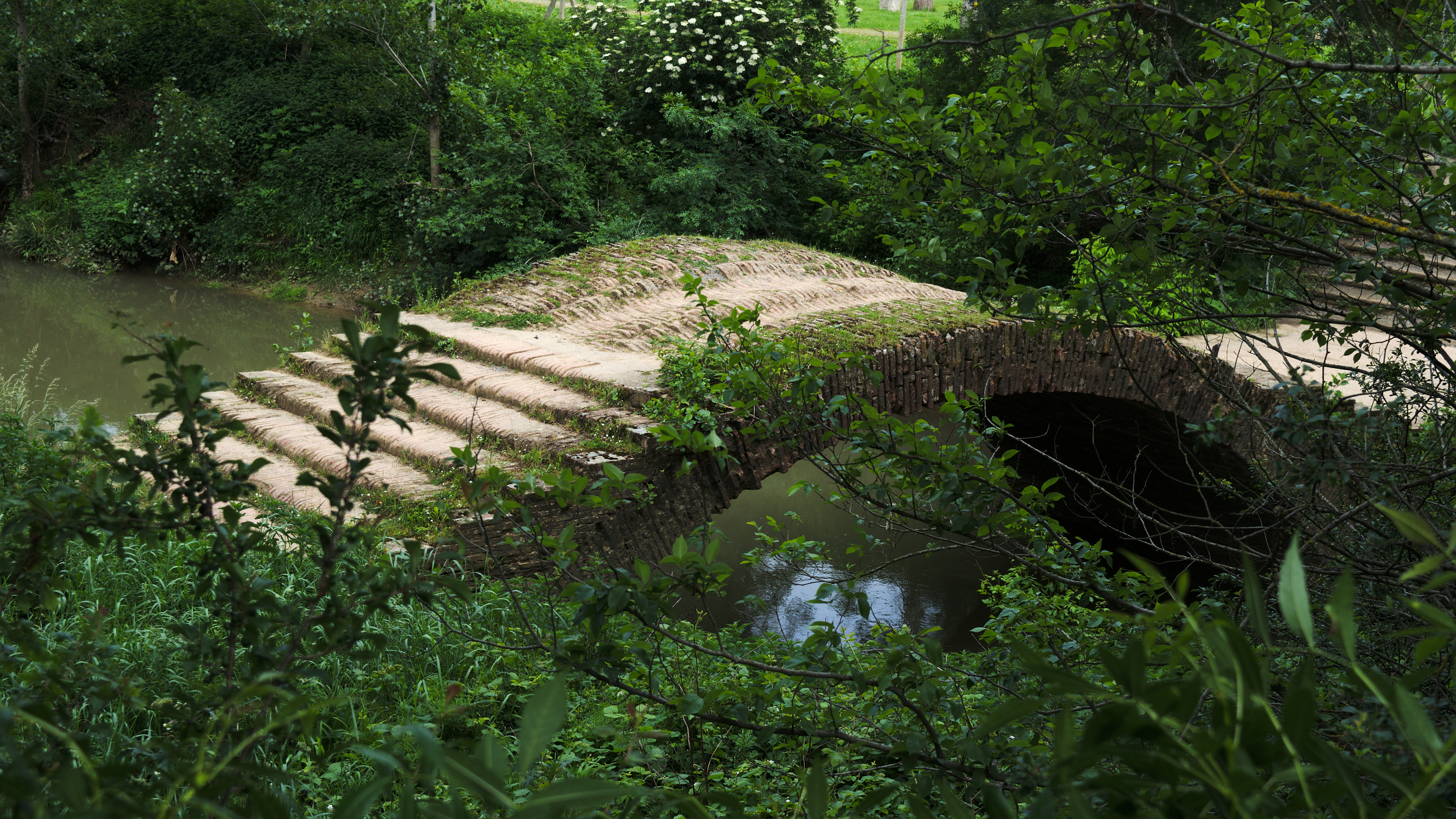
Le Pont Tourné.

### Musées

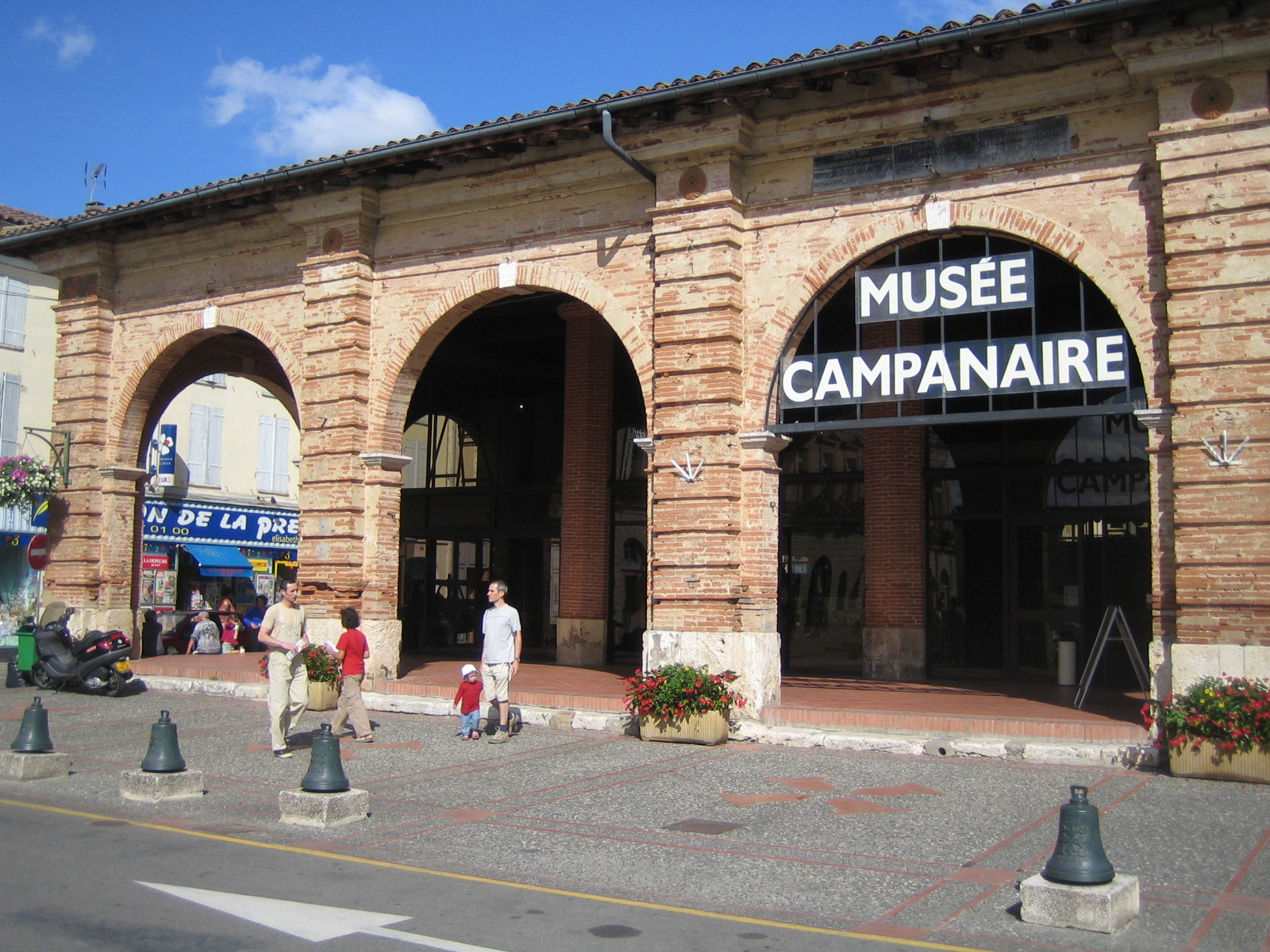
Le musée européen d'art campanaire.

Musée européen d'art campanaire,

### Personnalités liées à la commune
- Saint Bertrand de Comminges (v. 1050-1123) : évêque né à L'Isle-Jourdain ;
- Esclarmonde de Foix (après 1151-1215) : figure du catharisme, donnée en mariage à Jourdain de L'Isle-Jourdain, seigneur de L'Isle-Jourdain ;
- Antoine Anselme (1652-1737) : prédicateur, né à L'Isle-Jourdain ;
- Louis XVIII, (1755-1824) : roi de France et de Navarre, porta durant son exil le titre de comte de Lisle-Jourdain.
- Claude Augé (1854-1924) : lexicographe né à L'Isle Jourdain ;
- Armand Praviel (1875-1944) : écrivain né à L'Isle-Jourdain ;
- Joseph Barthélemy (1874-1945) : juriste, éditorialiste, académicien, homme politique, député du Gers, conseiller général du Gers, maire de l'Isle-Jourdain, ministre de la Justice sous le régime de Vichy ;
- Paul Augé (1881-1951) : lexicographe, fils de Claude Augé et né à L'Isle Jourdain ;
- Élie Cester (1942-2017) : joueur de rugby à XV né à L'Isle-Jourdain ;
- Jean-Claude Skrela (1949-) : joueur de rugby à XV ayant joué à L'Union sportive L'Isle-Jourdain ;
- Siouxsie Sioux (1957-) : dite Susan Janet Ballion, chanteuse du groupe britannique Siouxsie and the Banshees (1976 - 1992) a habité l'Isle-Jourdain de le fin des années 90 au milieu des années 2000.
- Nicolau Rey-Bèthbéder (1970-) : lexicographe ayant écrit un dictionnaire sur le parler occitan de L'Isle-Jourdain ;
- Patrick Tabacco (1974-) : joueur de rugby à XV ayant commencé sa carrière à L'Union sportive L'Isle-Jourdain ;
- Karim Ghezal (1981-) : joueur et entraîneur de rugby. Formé à L'Union sportive L'Isle-Jourdain ;
- Martin Page-Relo (1999-) : joueur de rugby à XV né à L'Isle-Jourdain et ayant commencé sa carrière à L'Union sportive L'Isle-Jourdain ;

### Héraldique
| Blason | Blasonnement : Écartelé : au premier et au quatrième contre-écartelé au I et au IV d'argent au lion de gueules et au II et au III de gueules au léopard lionné d'or, au deuxième et au troisième de gueules à la croix cléchée, vidée et pommetée de douze pièces d'or. |